# دیوید مرسر
دیوید مرسر (به انگلیسی: David Mercer) بازیکن فوتبال زادهٔ ۲۰ مارس ۱۸۹۳ اهل کشور انگلستان که سابقهٔ بازی در تیم ملی فوتبال انگلستان را در کارنامهٔ خود دارد. وی در تاریخ ۲۱ اکتبر ۱۹۲۲ نخستین بازی ملی خود را در مقابل تیم ملی فوتبال ایرلند شمالی انجام داد و با حضور در ۲ بازی ملی، در تاریخ ۱۹ مارس ۱۹۲۳ واپسین بازی ملی‌اش را در برابر تیم ملی فوتبال بلژیک برگزار کرد.
این بازیکن توانسته در بازی‌های ملی، ۱ گل به ثمر برساند.